# Lauren Collins
Lauren Collins est une actrice canadienne, née le 29 août 1986 à Thornhill, en Ontario (Canada).

## Filmographie
- 1998 : Le Retour de Jack Valentine (Valentine's Day) (télévision) : Young Alma
- 1998 : Real Kids, Real Adventures (série télévisée) : Meggie
- 1998 : Charme fatal (Blood on Her Hands) (télévision) : Ruby Collins
- 1998 : Les Repentis (Once a Thief) (série télévisée) : Cleo at 13
- 1998 : Un monde trop parfait (Tempting Fate) (télévision) : Ruby
- 1998 : Happy Christmas, Miss King (télévision) : Libby Hubble
- 1999 : Rocky Marciano (télévision) : Mary Anne
- 1999 : I Was a Sixth Grade Alien (série télévisée) : Lindy May (unknown episodes)
- 1999 : Dead Aviators (télévision) : Rhonda
- 1999 : Oui-Oui du pays des jouets (Noddy) (série télévisée) : Rox
- 2000 : Virtual Mom (télévision) : Lucy Foster
- 2000 : Intention criminelle (Deliberate Intent) (télévision) : Erin Smolla
- 2000 : Un intrus dans la famille (Baby) (télévision) : Portia Pinter
- 2001 : Unité 156 (In a Heartbeat) (série télévisée) : Brooke Lanier
- 2001 : À l'épreuve de l'amour (What Girls Learn) (télévision) : Susie
- 2001 - 2008 : Degrassi : La Nouvelle Génération (Degrassi: The Next Generation) (série télévisée) : Paige Michalchuk (143 épisodes)
- 2003 : Blue Murder (série télévisée) : Shannon Brady
- 2003 : Mutant X (série télévisée) : Megan Morrison
- 2003 : The Eleventh Hour (série télévisée) : Sara Chase
- 2003 : Girls v. Boys (série télévisée) : Contestant Hawaii
- 2004 : Renegadepress.com (série télévisée) : Amanda
- 2005 : Totally Spies! (série télévisée) : Terra / Gazella (voix)
- 2005 : Radio Free Roscoe (série télévisée) : Blaire
- 2006 : Dance with Me (Take the Lead) : Caitlin
- 2006 : Booky Makes Her Mark : Ada-May
- 2006 : Angela's Eyes (série télévisée) : Heather Keene
- 2007 : The Best Years (série télévisée) : Alicia o'sullivan
- 2007 : Charlie Bartlett : Kelly
- 2007 : Derek (Date with Derek) (série télévisée) : Kendra
- 2008 : Picture This (télévision) : Alexa
- 2011 : La Fabulous Aventure de Sharpay : Tiffani
- 2011 : Servitude : Krissy
- 2009 - 2011 : Les vies rêvées d'Erica Strange (série télévisée) : Young Barbara
- 2013 : Murdoch Mysteries : Nightmare on Queen Street (web série) : Rebecca Foster
- 2013 : Long Story, Short (web série) : Lucy
- 2013 - 2014 : Kroll Show : Collette
- 2014 : Zero Recognition (court-métrage) : Demi
- 2014 - 2015 : Sprout a craqué son slip (The Day My Butt Went Psycho!)(série animée) : Paige (voix)
- 2015 : Farhope Tower : Judy
- 2016 : Slasher (série télévisée) : ambulancière
- 2016 : Degrassi : La nouvelle promo (Degrassi : Next Class)(série télévisée)(saison 2, épisode 5) : Paige Michalchuk
- 2017 : Conviction (série télévisée) : Lucy Bates
- 2017 : The Strain (série télévisée)(saison 3) : Sophie
- depuis 2018 : Impulse (série télévisée) : Meghan Linderman
- 2025 : Les Enquêtes de Murdoch : Anna Campbell (saison 18, épisode 20)